# August Splitgerber

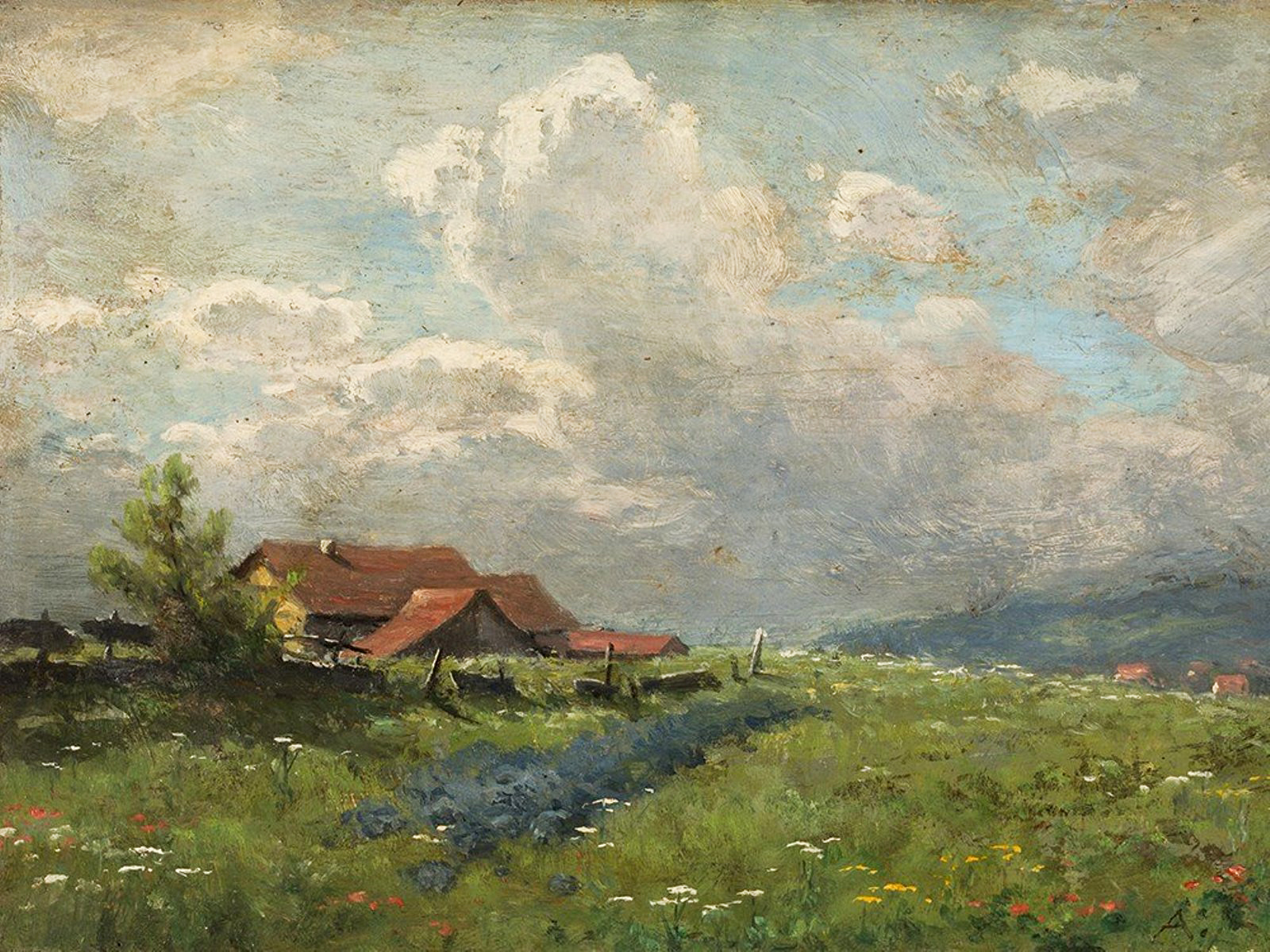
Sommerlandschaft

August Karl Martin Splitgerber (* 27. August 1844 in Steingaden; † 30. Mai 1918 in  München) war ein deutscher Landschaftsmaler.
Splitgerber studierte seit dem 4. November 1861 an der Königlichen Akademie der Künste in München bei Hermann Anschütz. Seit 1879 nahm er an Kunstausstellungen im Münchner Glaspalast teil. Er stellte auch in Berlin, Bremen, Hamburg, Dresden und Nürnberg aus. 1890 erhielt er auf einer Londoner Kunstausstellung eine Bronzemedaille.
Splitgerber war mit Wilhelm Leibl befreundet und wurde anfänglich von Carl Spitzweg beeinflusst. Um 1877 zeigten sich in Splitgerbers Bildern Einflüsse von Impressionismus, später auch vom Jugendstil. Sein Sohn Fritz Splitgerber (1876–1914) war ebenfalls Landschaftsmaler. Die Landschaftsbilder des Vaters und des Sohnes erschienen in Form von Ansichtskarten.